# NXT Women's Championship
O NXT Women's Championship (em português: Campeonato Feminino do NXT) é um título de luta livre profissional pertencente a WWE, sendo disputado exclusivamente pelas lutadoras femininas do território de desenvolvimento da companhia, o NXT. A atual campeã é Jacy Jayne, que está em seu primeiro reinado. Ela conquistou o título ao derrotar Stephanie Vaquer no episódio de 27 de maio de 2025 do NXT.
Introduzido em 5 de abril de 2013, a campeã inaugural foi Paige. Em setembro de 2019, a promoção passou a promover o NXT como sua "terceira marca principal" quando o programa de televisão NXT foi transferido para a USA Network. Dois anos depois, no entanto, o NXT voltou à sua função original como a marca de desenvolvimento da WWE. Até hoje, foi o único campeonato do NXT a ser selecionado por uma vencedora do Royal Rumble, o que ocorreu em 2020, tornando-se também o único campeonato do NXT a ser defendido na WrestleMania, o que aconteceu na WrestleMania 36 daquele ano. Em setembro de 2022, o Campeonato Feminino do NXT UK foi unificado ao Campeonato Feminino do NXT.

## História

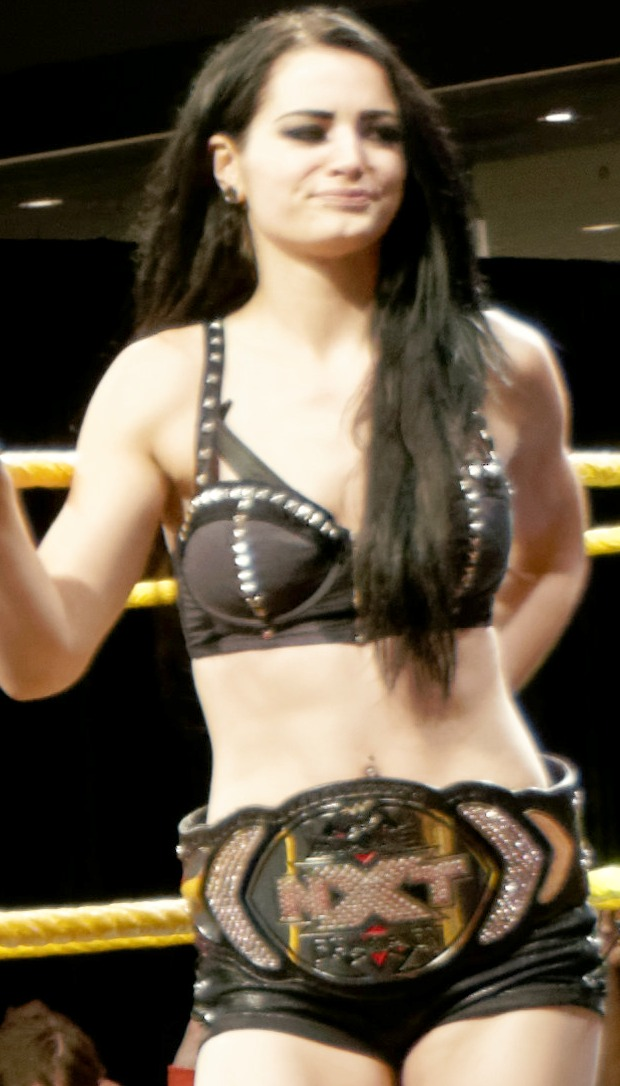
A campeã inaugural do Campeonato Feminino do NXT, Paige, mostrada aqui com o design original do cinturão do campeonato (2013–2017).

O título foi introduzido pela primeira vez em 5 de abril de 2013 no WrestleMania Axxess. Ele foi anunciado em 30 de maio de 2013 nas gravações (e exibidos em 5 de junho) do WWE NXT, por Stephanie McMahon que anunciou um torneio, com quatro talentos femininos do NXT e quatro talentos femininos do roster principal para competirem e definirem quem seria a primeira campeã feminina do NXT. A primeira campeã feminina do NXT foi coroada em 20 de junho de 2013, com Paige derrotando Emma no final do torneio.
Paige defendeu com sucesso o título no NXT Arrival em 27 de fevereiro de 2014 contra Emma, mas John Layfield lhe retirou em 24 de abril numa edição do NXT afim de dar uma chance as outras lutadoras, já que Paige havia sido promovida ao plantel principal da WWE após derrotar AJ Lee pelo Divas Championship em 7 de abril. Um novo torneio começou na semana seguinte, onde Sasha Banks derrotou Bayley, Natalya derrotou Layla, Alexa Bliss derrotou Alicia Fox e Charlotte derrotou Emma. Na semi-final, Natalya derrotou Sasha Banks, e Charlotte derrotou Alexa Bliss. No NXT Takeover, Charlotte derrotou Natalya para vencer o vago Campeonato Feminino do NXT. Esse combate recebeu 4 estrelas de 5 de Dave Meltzer, do Wrestling Observer Newsletter. No episódio de 16 de setembro de 2015 do NXT, o então gerente geral do NXT, William Regal, anunciou que Bayley defenderia seu título contra Sasha Banks no evento principal do TakeOver: Respect, em 7 de outubro, na primeira luta Iron Woman de 30 minutos na história da WWE. No evento, Bayley derrotou Banks para reter o título, vencendo por 3 quedas a 2.
Embora o NXT tenha sido estabelecido como o território de desenvolvimento da WWE, a WWE começou a promovê-lo como sua "terceira marca" em setembro de 2019, quando o NXT foi transferido para a USA Network. Isso fez com que o Campeonato Feminino do NXT se tornasse um dos três principais títulos individuais femininos da WWE, juntamente com o Raw Women's Championship—que substituiu o título de Divas em 2016—e o SmackDown Women's Championship (esses dois títulos seriam renomeados para WWE Women's Championship e Women's World Championship, respectivamente, em junho de 2023). Isso foi validado em 2020; primeiro, Charlotte Flair (anteriormente conhecida apenas como Charlotte) venceu o Royal Rumble feminino de 2020 e escolheu lutar pelo Campeonato Feminino do NXT na WrestleMania 36, tornando-se a primeira vencedora do Royal Rumble a lutar por um título do NXT, e segundo, o título se tornou o primeiro campeonato do NXT a ser defendido em uma WrestleMania, onde, durante a Parte 2 da WrestleMania 36, Flair derrotou a campeã defensora Rhea Ripley para conquistar seu segundo Campeonato Feminino do NXT, empatando o recorde. No entanto, a WWE reformulou o NXT em setembro de 2021 e devolveu a marca à sua função original como território de desenvolvimento.
Em janeiro de 2020, a WWE começou a se referir brevemente ao campeonato feminino como "Campeonato do NXT" para colocá-lo em um nível igual ao título masculino, embora tenha voltado a chamá-lo de Campeonato Feminino do NXT logo depois; durante esse período, ele permaneceu como Campeonato Feminino do NXT na história oficial do título.
Em agosto de 2022, a WWE anunciou que a marca NXT UK entraria em hiato e seria relançado como NXT Europe em um momento posterior. Assim, os campeonatos do NXT UK foram unificados com seus respectivos campeonatos do NXT. Em 4 de setembro de 2022, no Worlds Collide, a campeã do Campeonato Feminino do NXT, Mandy Rose, derrotou a campeã do Campeonato Feminino do NXT UK Meiko Satomura e Blair Davenport em uma luta triple threat para unificar o NXT UK Women's Championship ao Campeonato Feminino do NXT. Satomura foi reconhecida como a última campeã do NXT UK Women's Championship, enquanto Rose seguiu como a campeã unificada do Campeonato Feminino do NXT.

### Torneio inaugural (2013)
|  | Quartas de final | Quartas de final | Quartas de final |            |       | Semifinais | Semifinais | Semifinais |  |  | Final | Final | Final |  |
|  |                  |                  |                  |            |       |            |            |            |  |  |       |       |       |  |
|  | 1                | Tamina Snuka     |                  |            |       |            |            |            |  |  |       |       |       |  |
|  | 1                | Tamina Snuka     |                  |            |       |            |            |            |  |  |       |       |       |  |
|  | 8                | Paige            | Pin              |            |       |            |            |            |  |  |       |       |       |  |
|  | 8                | Paige            | Pin              |            | Paige | Paige      | Pin        |            |  |  |       |       |       |  |
|  |                  |                  |                  |            | Paige | Paige      | Pin        |            |  |  |       |       |       |  |
|  |                  |                  | Alicia Fox       |            |       |            |            |            |  |  |       |       |       |  |
|  | 4                | Bayley           |                  |            |       |            |            |            |  |  |       |       |       |  |
|  | 4                | Bayley           |                  |            |       |            |            |            |  |  |       |       |       |  |
|  | 5                | Alicia Fox       | Pin              |            |       |            |            |            |  |  |       |       |       |  |
|  | 5                | Alicia Fox       | Pin              |            | Paige | Paige      | Pin        |            |  |  |       |       |       |  |
|  |                  |                  |                  |            |       |            |            |            |  |  |       |       |       |  |
|  |                  |                  | Emma             |            |       |            |            |            |  |  |       |       |       |  |
|  | 2                | Sasha Banks      |                  |            |       |            |            |            |  |  |       |       |       |  |
|  | 2                | Sasha Banks      |                  |            |       |            |            |            |  |  |       |       |       |  |
|  | 7                | Summer Rae       | Pin              |            |       |            |            |            |  |  |       |       |       |  |
|  | 7                | Summer Rae       | Pin              | Summer Rae |       |            |            |            |  |  |       |       |       |  |
|  |                  |                  |                  |            |       |            |            |            |  |  |       |       |       |  |
|  |                  |                  | Emma             | Emma       | Pin   |            |            |            |  |  |       |       |       |  |
|  | 3                | Emma             | Emma             | Emma       | Pin   | Sub        |            |            |  |  |       |       |       |  |
|  | 3                | Emma             |                  |            |       |            |            |            |  |  |       |       |       |  |
|  | 6                | Aksana           |                  |            |       |            |            |            |  |  |       |       |       |  |

### Segundo torneio (2014)
|  | Quartas de final | Quartas de final | Quartas de final |             |     | Semifinais | Semifinais | Semifinais |  |  | Final | Final | Final |  |
|  |                  |                  |                  |             |     |            |            |            |  |  |       |       |       |  |
|  | 1                | Bayley           |                  |             |     |            |            |            |  |  |       |       |       |  |
|  | 1                | Bayley           |                  |             |     |            |            |            |  |  |       |       |       |  |
|  | 8                | Sasha Banks      | Sub              |             |     |            |            |            |  |  |       |       |       |  |
|  | 8                | Sasha Banks      | Sub              | Sasha Banks |     |            |            |            |  |  |       |       |       |  |
|  |                  |                  |                  |             |     |            |            |            |  |  |       |       |       |  |
|  |                  |                  | Natalya          | Natalya     | Sub |            |            |            |  |  |       |       |       |  |
|  | 4                | Layla            | Natalya          | Natalya     | Sub |            |            |            |  |  |       |       |       |  |
|  | 4                | Layla            |                  |             |     |            |            |            |  |  |       |       |       |  |
|  | 5                | Natalya          | Sub              |             |     |            |            |            |  |  |       |       |       |  |
|  | 5                | Natalya          | Sub              | Natalya     |     |            |            |            |  |  |       |       |       |  |
|  |                  |                  |                  |             |     |            |            |            |  |  |       |       |       |  |
|  |                  |                  | Charlotte        | Charlotte   | Pin |            |            |            |  |  |       |       |       |  |
|  | 2                | Alicia Fox       | Charlotte        | Charlotte   | Pin |            |            |            |  |  |       |       |       |  |
|  | 2                | Alicia Fox       |                  |             |     |            |            |            |  |  |       |       |       |  |
|  | 7                | Alexa Bliss      | Pin              |             |     |            |            |            |  |  |       |       |       |  |
|  | 7                | Alexa Bliss      | Pin              | Alexa Bliss |     |            |            |            |  |  |       |       |       |  |
|  |                  |                  |                  |             |     |            |            |            |  |  |       |       |       |  |
|  |                  |                  | Charlotte        | Charlotte   | Pin |            |            |            |  |  |       |       |       |  |
|  | 3                | Charlotte        | Charlotte        | Charlotte   | Pin | Pin        |            |            |  |  |       |       |       |  |
|  | 3                | Charlotte        |                  |             |     |            |            |            |  |  |       |       |       |  |
|  | 6                | Emma             |                  |             |     |            |            |            |  |  |       |       |       |  |

## Reinados
Até 28 de maio de 2025, houve 23 reinados entre 20 campeãs e três ocasiões em que o título ficou vago. Paige foi a campeã inaugural. Asuka é a campeã com o reinado mais longo, com 510 dias, começando em 1º de abril de 2016 e terminando em 24 de agosto de 2017; no entanto, a WWE reconhece o reinado como 522 dias, considerando que terminou em 6 de setembro de 2017, data em que o episódio em que ela abdicou do título foi ao ar em transmissão gravada. Indi Hartwell possui o reinado mais curto, com 31 dias. Paige é a campeã mais jovem, conquistando o título aos 20 anos, enquanto Shayna Baszler é a mais velha, vencendo o campeonato aos 38 anos. Baszler, Charlotte Flair e Roxanne Perez estão empatadas com o maior número de reinados, cada uma com dois. Apenas três mulheres mantiveram o título por um reinado contínuo de um ano (365 dias) ou mais: Asuka, Shayna Baszler e Mandy Rose.
Jacy Jayne é a atual campeã em seu primeiro reinado. Ela derrotou Stephanie Vaquer no episódio do NXT em 27 de maio de 2025 em Orlando, Flórida.